# Krebeck
Krebeck is een gemeente in de Duitse deelstaat Nedersaksen. De gemeente maakt deel uit van de Samtgemeinde Gieboldehausen in het Landkreis Göttingen. De gemeente telde 1.026 inwoners op 31 december 2023.

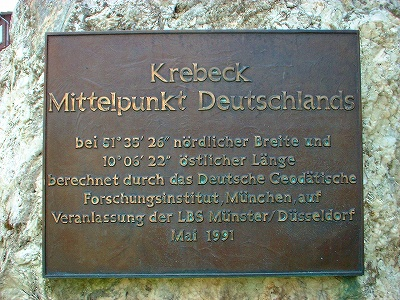
Plaquette op de Mittelpunktstein in Krebeck

Dit is een van de vijf plaatsen in Duitsland die claimen het geografisch middelpunt te zijn.
- Gemeinsame Normdatei: 7573379-1
- Virtual International Authority File: 246994816
- WorldCat: E39PBJrRh6H8rxKF8cCkYWd84q

Adelebsen · 
Bad Grund · 
Bad Lauterberg im Harz · 
Bad Sachsa · 
Bilshausen · 
Bodensee · 
Bovenden · 
Bühren · 
Dransfeld · 
Duderstadt · 
Ebergötzen · 
Elbingerode · 
Friedland · 
Gieboldehausen · 
Gleichen · 
Göttingen · 
Hann. Münden · 
Harz (gemeentevrij gebied, Landkreis Göttingen) ·
Hattorf am Harz · 
Herzberg am Harz · 
Hörden am Harz · 
Jühnde · 
Krebeck · 
Landolfshausen · 
Niemetal · 
Obernfeld · 
Osterode am Harz · 
Rhumspringe · 
Rollshausen · 
Rosdorf · 
Rüdershausen · 
Scheden · 
Seeburg · 
Seulingen · 
Staufenberg · 
Waake · 
Walkenried · 
Wollbrandshausen · 
Wollershausen · 
Wulften am Harz